# M7 (大学)
M7（Magnificent 7、Magic 7）とは、ハーバード大学、スタンフォード大学、シカゴ大学、ペンシルベニア大学、MIT、ノースウェスタン大学、コロンビア大学の経営大学院から成るアメリカの名門私立ビジネススクール7校の総称。

## 一覧
- ハーバード・ビジネス・スクール（Harvard Business School） - マサチューセッツ州ボストンにキャンパスを置く。
- スタンフォード大学経営大学院（Stanford Graduate School of Business） - カリフォルニア州スタンフォードにキャンパスを置く。
- シカゴ大学ブース・スクール・オブ・ビジネス（Booth School of Business） - イリノイ州シカゴ、ロンドン、香港にキャンパスを置く。
- ペンシルベニア大学ウォートン・スクール（Wharton School） - ペンシルベニア州フィラデルフィア、カリフォルニア州サンフランシスコにキャンパスを置く。
- マサチューセッツ工科大学スローン経営大学院（MIT Sloan School of Management） - ケンブリッジにキャンパスを置く。
- ノースウェスタン大学ケロッグ経営大学院（Kellogg School of Management） - エバンストン、サンフランシスコにキャンパスを置く。
- コロンビア・ビジネス・スクール（Columbia Business School） - ニューヨークにキャンパスを置く。